# Paróquia Nossa Senhora do Perpétuo Socorro (Belo Oriente)
A Paróquia Nossa Senhora do Perpétuo Socorro é uma circunscrição eclesiástica católica brasileira sediada no município de Belo Oriente, no interior do estado de Minas Gerais. Faz parte da Diocese de Itabira-Fabriciano, estando situada na Região Pastoral III. Foi criada em 27 de junho de 2002 e corresponde ao território do distrito Perpétuo Socorro.